# Христо Джинов
Христо Петров Джинов е български революционер, деец на Вътрешната македоно-одринска революционна организация.

## Биография
Роден е в големия български южномакедонски град Кукуш, тогава в Османската империя, днес Килкис, Гърция. Заминава за Солун, където се установява да живее и където влиза във ВМОРО. В 1903 година участва в конгреса в Солун и заедно с брат си Иван Джинов съдействат на Гоце Делчев да напусне града след това. В същата година след Солунските атентати Христо Джинов заедно с брат си минава в нелегалност, заминават за Арджанското езеро и влизат в четата на Аргир Манасиев. Четата им започва да действа с тази на Сава Михайлов и взимат дейно участие в избухналото Илинденско-Преображенско въстание. Участват в серия големи сражения и се оттеглят в Свободна България. Завръща се в Солун заедно с брат си в 1904 година след амнистия. В 1908 година в Солун заедно с брат си изпълняват смъртната присъда на ръководителя на гръцката пропаганда в града Теодорос Аскитис. След това бягат в Свободна България. В 1908 година след Хуриета отново се завръщат в Солун и започват да работят на мелница на гара Караглово. Като отмъщение за убийството на Аскитис, гърците организират убийството на Христо. В отсъствието на брат му Христо е убит от пазача на гарата, платен от гърците.